# Tony Ewing
Keneth Antony "Tony" Ewing Burgues (Belice; ?-Nueva York; 1 de septiembre de 2014) fue un futbolista y médico guatemalteco nacido en Belice.

## Trayectoria
Sus inicios se remontan a 1957 con el Chichicaste, luego pasó al Gallo y su último equipo fue el Municipal hasta su retiro en 1965.
Con sus primeros clubes no ganó títulos, pero con Municipal obtuvo la Copa Nacional en 1960 y las Ligas Nacionales de las temporadas 1963-64 y 1965-66.

## Clubes
| Club        | País      | Año       |
| ----------- | --------- | --------- |
| Chichicaste | Guatemala | 1957-1958 |
| Gallo       | Guatemala | 1958-1959 |
| Municipal   | Guatemala | 1959-1965 |

## Palmarés

### Títulos nacionales
| Título        | Equipo    | País      | Año     |
| ------------- | --------- | --------- | ------- |
| Copa Nacional | Municipal | Guatemala | 1960    |
| Liga Nacional | Municipal | Guatemala | 1963-64 |
| Liga Nacional | Municipal | Guatemala | 1965-66 |